# 道房
道房（印尼語：Delta Pawan，通稱Ketapang）是印度尼西亞西加里曼丹省道房縣的一個鎮，位於該縣西部，為道房縣縣治、經濟及貿易中心。

## 地理
道房位於道房縣西部，地處巴灣河的三角洲，東邊、北邊與巴灣口鎮相連，南接勿努亞加榮鎮，西臨卡里馬塔海峽。

## 行政區劃
道房下轄4村、5社區：
村
1. 尼蘭溝村（Kali Nilam）
2. 巴雅古茫村（Payah Kumang）
3. Suka Bangun
4. Suka Bangun Dalam

社區
1. 根托社區（Kantor）
2. 穆里亞巴魯社區（Mulia Baru）
3. 三碧社區（Sampit）
4. 蘇加哈賈社區（Suka Harja）
5. Tengah